# Tadeusz Kościółek
Tadeusz Kościółek (ur. 4 maja 1932 r. w Krakowie, zm. 30 marca 1953 r. w Warszawie) – ofiara represji komunistycznych okresu stalinowskiego w Polsce. 

## Życiorys
Syn Franciszka. Aresztowany przez Urząd Bezpieczeństwa 14 stycznia 1952 r. w Hoyerswerda pod zarzutem kontaktu z przedstawicielami francuskiego wywiadu na terenie Niemiec i ujawnienia informacji stanowiących tajemnicę państwową.
Został skazany 7 października 1952 r. przez Sąd Rejonowy w Warszawie nr sprawy Sr. 762/52 sygn akt. S. 2154/52 na podstawie art. 7 Dekretu z 13.06.1946 r. na karę śmierci przez sędziego por. Jerzego Godlewskiego. Oskarżał go prokurator kpt. Aleksander Stępniewski a jako ławnicy zasiadali ppor. Stefan Michnik i ppor. Henryk Kijas.
Wyrok wykonano 30 marca 1953 r. w więzieniu mokotowskim. Jego szczątki odnaleziono w wyniku prac ekshumacyjnych prowadzonych przez Instytut Pamięci Narodowej w maju 2017 r. na terenie kwatery „Ł” Cmentarza Wojskowego na Powązkach. Udało się je zidentyfikować 22 lipca 2022 r.

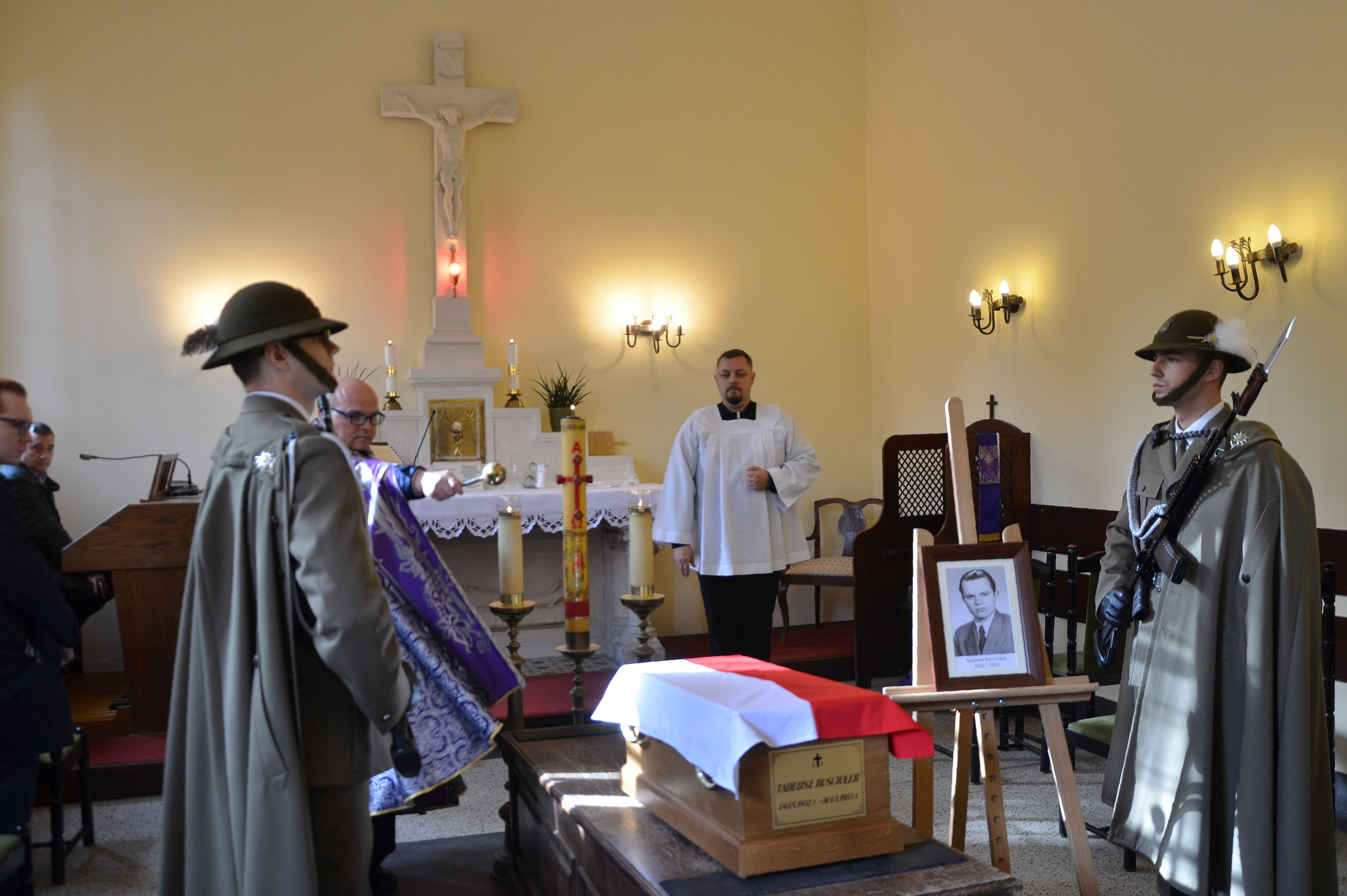
Pogrzeb Tadeusza Kościółka

25 października 2024 r. został pochowany na cmentarzu Podgórskim w Krakowie.